# Estação Ferroviária de Leões
A Estação Ferroviária de Leões é uma gare encerrada do Ramal de Mora, que servia a zona da Estrada dos Leões e a fábrica com o mesmo nome, na cidade de Évora, em Portugal.

## História

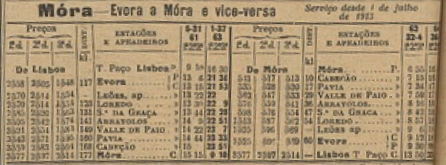
Horários do Ramal de Mora em 1913, incluindo o apeadeiro de Leões.

Durante o planeamento do troço entre Évora e Arraiolos da linha de Évora a Ponte de Sor, nos princípios do Século XIX, estava prevista a construção de um apeadeiro junto à Estrada Real 69, para facilitar a deslocação dos viajantes da zona das quintas para a cidade. Este troço foi inaugurado em 21 de Abril de 1907.